# ألبرت تود
ألبرت تود (بالإنجليزية: Albert Todd)‏ هو سياسي أمريكي، ولد في 4 مارس 1813، وتوفي في 30 أبريل 1885. انتخب عضو مجلس نواب ولاية ميسوري.